# منطقه خودمختار تبت
منطقه خودمختار تبت،  (به تبتی: བོད་རང་སྐྱོང་ལྗོངས།، نویسه‌گردانی «ویلی»: bod rang skyong ljongs، پین‌یین تبتی: Poi Ranggyong Jong)، و یا به چینی منطقه خودمختار شیزانگ (به چینی: 西藏自治区، به پین‌یین: Xīzàng Zìzhìqū) یکی از بخش‌های تشکیل دهنده کشور چین است. این منطقه در سابق به عنوان کشور مستقل تبت شناخته می‌شده‌است. همچنین چین بر منطقه مورد مناقشه آروناچال پرادش، ادعای حاکمیت دارد و آن را بخشی از منطقه خودمختار تبت میداند اما این منطقه تحت حاکمیت هند است.
مرزهای فعلی منطقه خودمختار تبت عموماً در قرن هجدهم تعیین شده‌اند و شامل حدود نیمی از تبت فرهنگی می‌شوند که گاهی مستقل و گاهی تحت حکومت مغول‌ها یا چینی‌ها بوده است. منطقه خودمختار تبت بیش از ۱،۲۰۰،۰۰۰ کیلومتر مربع (۴۶۰،۰۰۰ مایل مربع) وسعت دارد و دومین استان بزرگ چین از نظر مساحت است. به دلیل زمین‌های ناهموار و خشن آن، جمعیت کل آن تنها ۳/۶ میلیون نفر یا تقریباً ۳ نفر در هر کیلومتر مربع (۷/۸ نفر در هر مایل مربع) است.

## نام ها و ریشه شناسی
تبت که در زبان چینی امروزی «سیتزان» نامیده می‌شود، در متون اسلامی به صورت‌های تُبَّت، تُبِّت، تَبُت و توپوت آمده است. در کتیبۀ بزرگ بیلگه خاقان، نام این سرزمین به صورت توپوت ثبت شده و در منابع اروپایی نیز غالباً به شکل تِبِت یا تیبِت دیده می‌شود. کهن‌ترین منابع چینی این نام را به صورت تُئوـفان ضبط کرده‌اند که در سغدی و ایرانی میانه، همانند شکل ترکی آن، به معنای «بلندی» و معادل «بام دنیا» بوده است. برخی منابع اسلامی به سبب شباهت ظاهری نام تبت با تُبَّع، روایاتی افسانه‌ای درباره نسبت مردم آن با حمیریان آورده‌اند که واقعیت تاریخی ندارد.
نام تبت در هانیو پین‌یین به صورت شی‌زانگ خلاصه می‌شود. اولین سابقه رسمی از واژه شی‌زانگ در سلسله چینگ و در سال ۱۶۶۳ میلادی (هشتمین ماه از سال دوم کانگشی) بود. در اواخر سلسله مینگ، سوابقی از شی‌زانگ در یادبودهای ژنگ لو نیز وجود دارد که اولین مورد آن در دوره وانلی نوشته شده است و دومی بین سال‌های ۱۵۹۰ تا ۱۵۹۱ میلادی (هجدهمین و نوزدهمین سال وانلی) نوشته شده است. اصطلاح شی‌زانگ (西藏) رسماً در سال ۱۷۲۴ میلادی، زمانی که کتیبه‌های ستون امپراتوری صلح تبت در لهاسا نصب شد، مورد استفاده قرار گرفت. این کتیبه‌ها به زبان‌های هان (شی‌زانگ)، تبتی (بود)، مانچو (وارگی دزانگ) و مغولی (توبد) نوشته شده‌اند. اولین استفاده شناخته شده از اسم تبت در سال ۱۸۲۷ است که پس از انتشار فرمان ۲۹ ماده‌ای برای حکومت مؤثرتر بر تبت در سال ۱۷۹۳ است.

## تاریخ
بر پایه پژوهش‌های تاریخی، ساکنان اولیه تبت از قبیلۀ تسیان بودند که در سده‌های ۵ و ۶ پیش از میلاد از ناحیۀ کوکونور به تبت مهاجرت کرده و با بومیان درآمیختند. در سدۀ ۷ میلادی قبایل اصلی تبت تحت فرمان نامری، فرمانروای یارلونگ در جنوب شرقی تبت، متحد شدند و پسر او، سرونتسزان‌گامبو (د. ۶۴۹م)، بنیان‌گذار امپراتوری تبت شد. این امپراتوری تا سدۀ ۹م دوام داشت.
از دیدگاه نژادشناسی، تبتی‌ها به گروه‌های شرقی، مالزیایی و مغولی تقسیم می‌شوند. نیای اصلی آن‌ها قبایل ژون و تسیان بودند که در گذر زمان با چینی‌ها، ترکان، سکاها و دیگر اقوام درآمیختند. در اواخر سدۀ ۵م، گروه‌های ترک در کوه‌های آلتای و گروه‌های تبت در درۀ برهماپوترا مستقر شدند. سرونتسزان‌گامبو کوشید با امپراتوری تانگ در چین روابط برقرار کند، اما ناکامی در این هدف به درگیری با توگن‌ها و تصرف علیای رود هوآنگهو انجامید و تنش میان تبت و تانگ را افزایش داد. با وجود آشفتگی‌های داخلی تبت در اواخر سدۀ ۷م، این سرزمین دوباره در اوایل سدۀ ۸م سامان یافت، اما درگیری‌های خونین با چین از سر گرفته شد و در سال ۹۹ق/۷۱۸م با پیروزی تانگ و تعیین رود هوآنگهو به‌عنوان مرز پایان یافت.
در این دوره، اختلاف میان شاهان و بزرگان تبت شدت گرفت. شاهان به بیگانگان پیرو آیین بودا تکیه داشتند، در حالی‌که بزرگان به آیین بومی «بون» وابسته بودند؛ آیینی که پرستش عناصر طبیعی، جادو و قربانی‌کردن حیواناتی چون اسب، گاو نر، سگ و خوک را در بر می‌گرفت.
پادشاهان یارلونگ امپراتوری تبت را در سال ۶۱۸ تأسیس کردند. تا پایان قرن هشتم، این امپراتوری به بزرگترین وسعت خود رسید. پس از یک جنگ داخلی، امپراتوری در سال ۸۴۲ از هم پاشید. دودمان سلطنتی تکه‌تکه شد و بر پادشاهی‌های کوچکی مانند گوگه و مریول حکومت کرد. مغول‌ها در سال ۱۲۴۴ تبت را فتح کردند و بعداً آن را تحت سلسله یوان اداره کردند، اما به این منطقه درجه‌ای از خودمختاری سیاسی اعطا کردند. ساکیا لاما دروگون چوگیال فاگپا در دهه ۱۲۵۰ معلم مذهبی قوبلای خان شد و حدود سال ۱۲۶۴ به عنوان رئیس اداره منطقه تبت منصوب شد.
از سال ۱۳۵۴ تا ۱۶۴۲، تبت مرکزی (او-تسانگ) توسط سلسله‌هایی از ندونگ، شیگاتسه و لهاسا اداره می‌شد، در سال ۱۶۴۲، دربار گاندن فودرنگ توسط پنجمین دالایی لاما از خاندان خوشوت تأسیس شد که به عنوان پادشاه تبت بر تخت نشست. خوشوت‌ها تا سال ۱۷۱۷ حکومت کردند، تا اینکه توسط خاندان جونگار سرنگون شدند. علیرغم بحث‌های تاریخی سیاسی در مورد ماهیت روابط چین و تبت، برخی از مورخان معتقدند که تبت تحت حکومت گاندن فودرنگ (۱۶۴۲-۱۹۵۱) یک کشور مستقل بود، هرچند در بیشتر این دوره تحت سلطه‌های مختلف خارجی، از جمله سلسله مینگ (۱۳۶۸-۱۶۴۴) بود. نیروهای جونگار نیز به نوبه خود توسط لشکرکشی ۱۷۲۰ به تبت اخراج شدند.
از سقوط سلسله چینگ در سال ۱۹۱۲ تا ۱۹۵۰، ایالت تبت، مانند سایر مناطق مورد ادعای جمهوری چین، عملاً مستقل بود. رژیم جمهوری‌خواه، که درگیر جنگ‌سالاری (۱۹۱۶-۱۹۲۸)، جنگ داخلی (۱۹۲۷-۱۹۴۹) و تهاجم ژاپن (۱۹۳۷-۱۹۴۵) بود، در تبت اعمال قدرت نمی‌کرد. سایر مناطق قومی-فرهنگی تبت از اواسط قرن ۱۸ تحت اداره رسمی دولت سلسله‌ای چین بودند.
در سال ۱۹۵۰، پس از اعلام جمهوری خلق چین در سال قبل، ارتش آزادی‌بخش خلق چین وارد تبت شد و ارتش تبت را در نبردی در نزدیکی شهر چامدو شکست داد. در سال ۱۹۵۱، نمایندگان تبت توافق‌نامه هفده ماده‌ای برای آزادی مسالمت‌آمیز تبت را با دولت مرکزی خلق امضا کردند که حاکمیت چین بر تبت و الحاق تبت به جمهوری خلق چین را تأیید می‌کرد. چهاردهمین دالایی لاما این توافق‌نامه را در اکتبر ۱۹۵۱ تصویب کرد. پس از شکست قیام خشونت‌آمیز در سال ۱۹۵۹، چهاردهمین دالایی لاما به هند گریخت و توافقنامه هفده ماده‌ای را لغو کرد در طول دهه‌های ۱۹۵۰ و ۱۹۶۰، شورشیان اعزامی از غرب با چتر نجات به تبت فرستاده شدند که تقریباً همه آنها دستگیر و کشته شدند. تأسیس منطقه خودمختار تبت در سال ۱۹۶۵، تبت را به یک بخش استانی از چین تبدیل کرد.

## ولایت‌ها
|   |                                       |          |             |                |                                             |            |            |  |  |
|   | نام                                   | چینی     | پین‌یین      | تبتی           | نویسه‌گردانی «ویلی» پین‌یین تبتی              | جمعیت-۱۳۹۹ | مساحت      |  |  |
| ۱ | ولایت نگاری                           | 阿里地区 | Ālǐ Dìqū    | མངའ་རིས་ས་ཁུལ    | mnga' ris sa khul Ngari Sakü                | ۱۲۳٬۲۸۱    | ۲۹۶٬۸۸۲٫۶۲ |  |  |
| ۲ | شهر ناگچو (ناچو) (شهر در سطح ولایت)   | 那曲市   | Nàqū Shì    | ནག་ཆུ་གྲོང་ཁྱེར།    | nag chu grong khyer Nagqu Chongkyir         | ۵۰۴٬۸۳۸    | ۳۹۱٬۸۱۶٫۶۳ |  |  |
| ۳ | شهر چامدو (شهر در سطح ولایت)          | 昌都市   | Chāngdū Shì | ཆབ་མདོ་གྲོང་ཁྱེར།   | chab mdo grong khyer Qamdo Chongkyir        | ۷۶۰٬۹۶۶    | ۱۰۸٬۸۷۲٫۳۰ |  |  |
| ۴ | شهر شیگاتسه (شهر در سطح ولایت)        | 日喀则市 | Rìkāzé Shì  | གཞིས་ཀ་རྩེ་གྲོང་ཁྱེར། | ggzhis ka rtse grong khyer Xigazê Chongkyir | ۷۹۸٬۱۵۳    | ۱۸۲٬۰۶۶٫۲۶ |  |  |
| ۵ | شهر لهاسا (شهر در سطح ولایت)          | 拉萨市   | Lāsà Shì    | ལྷ་ས་གྲོང་ཁྱེར།     | lha sa grong khyer Lhasa Chongkyir          | ۸۶۷٬۸۹۱    | ۲۹٬۵۳۸٫۹۰  |  |  |
| ۶ | شهر لهوکا (شاننان) (شهر در سطح ولایت) | 山南市   | Shānnán Shì | ལྷོ་ཁ་གྲོང་ཁྱེར།     | lho kha grong khyer Lhoka Chongkyir         | ۳۵۴٬۰۳۵    | ۷۹٬۲۸۷٫۸۴  |  |  |
| ۷ | شهر نیینگچی (شهر در سطح ولایت)        | 林芝市   | Línzhī Shì  | ཉིང་ཁྲི་གྲོང་ཁྱེར།    | nying khri grong khyer Nyingchi Chongkyir   | ۳۵۴٬۰۳۵    | ۷۹٬۲۸۷٫۸۴  |  |  |